# Poecilopsis connexa
Poecilopsis connexa là một loài bướm đêm trong họ Geometridae.